# S-Oil
S-Oil Corporation (에쓰오일) — вторая по величине нефтяная компания Южной Кореи. S-Oil занимается переработкой нефти, производством нефтехимической продукции (бензин, дизельное топливо, смазочные материалы, пропилен, ароматические соединения) и поликристаллического кремния. Компания нацелена на внешние рынки и экспортирует более 60 % своей продукции. Крупнейшим акционером S-Oil является саудовская нефтяная компания Saudi Aramco.
В списке крупнейших компаний мира Forbes Global 2000 за 2022 год заняла 955-е место (495-е по размеру выручки, 914-е по чистой прибыли, 1804-е по активам и 1583-е по рыночной капитализации).

## История
Компания основана в 1976 году под названием Korea-Iran Petroleum как совместное предприятие между Ssangyong Cement Industrial и National Iranian Oil Company. В 1979 году были закончены причалы и другая инфраструктура будущего промышленного комплекса в Ульсане. В 1980 году, после выхода Ирана из проекта, компания была переименована в Ssangyong Oil Refining.
В 1981 году Ssangyong Oil Refining начала производство смазочных масел, в 1987 году вышла на фондовую биржу. В 1991 году Saudi Aramco купила 35 % акций Ssangyong Oil Refining и стала главным поставщиком сырой нефти для корейской компании (в этом же году Ssangyong Oil Refining открыла в Ульсане свой научно-исследовательский центр). В 1999 году Ssangyong Cement Industrial продала свой пакет акций в компании, после чего Ssangyong Oil Refining стала независимой от Ssangyong Group.
В 2000 году компания изменила название на S-Oil Corporation и открыла крупный нефтеперевалочный терминал. В 2007 году 28,4 % акций S-Oil купила компания Hanjin Energy, входившая в состав конгломерата Hanjin Group. В 2008 году S-Oil создала совместное предприятие с французской Total по производству смазочных материалов и начала строительство своей новой штаб-квартиры. В 2011 году S-Oil запустила свой второй нефтехимический комплекс с новыми причалами и инфраструктурой, а также открыла новую штаб-квартиру в Сеуле. В 2015 году Saudi Aramco стала крупнейшим акционером S-Oil, выкупив долю Hanjin Energy.

## Структура
В Ульсане S-Oil владеет нефтеперерабатывающим заводом Onsan Refinery, топливным терминалом и несколькими нефтехимическими заводами. Склады смазочных материалов S-Oil расположены в Лос-Анджелесе, Новом Орлеане, Саванне, Антверпене, Даляне, Тяньцзине, Гуанчжоу, Маомине, Цюаньчжоу, Нагое, Кобе и Иокогаме. Дочерняя компания Hankook Silicon занимается производством поликристаллического кремния.
Основные подразделения по состоянию на 2021 год:
- Нефтепереработка — производство бензина, дизельного и авиационного топлива, других нефтепродуктов; выручка 20,2 трлн вон;
- Нефтехимия — производство нефтехимической продукции; выручка 4,7 трлн вон;
- Смазочные материалы — выручка 2,6 трлн вон.

По размеру выручки основными рынками являются Республика Корея (12,4 трлн вон), Юго-Восточная Азия (4,0 трлн вон), Китай (3,4 трлн вон), Япония (2,3 трлн вон), Америка (1,7 трлн вон), Австралия (1,7 трлн вон), Европа (0,4 трлн вон).